# Classe Nino Bixio
Pour les articles homonymes, voir Nino Bixio et Bixio.
Ne pas confondre le navire Nino Bixio de la  classe Nino Bixio construit en 1911 et démoli en 1929 avec le navire MV Nino Bixio construit en 1941 et démoli en 1971.
La classe Nino Bixio était une classe de deux croiseurs éclaireurs (en italien : esploratore) construite avant la Première Guerre mondiale pour la Regia Marina, et baptisée d'après Nino Bixio, héros de l'unité italienne et de l'expédition des Mille.

## Service
- Le Nino Bixio est basé au port de Brindisi pour servir en mer Adriatique face à la marine austro-hongroise. Il a opéré des bombardements sur l'île croate de Lissa et l'île de Sant'Andrea en 1915. En 1917 il intervient sur Kotor au Monténégro. En 1920, on lui ajoute 2 canons Vickers Terni de 40 mm. Il est vendu pour démolition en 1929.
- Le Marsala est aussi basé à Brindisi, à la 4e division navale de croiseurs. Navire amiral en 1915, il participe à l'occupation de l'île croate de Pelagosa et à des bombardements en Dalmatie. En 1917, il intervient sur le barrage d'Otrante pour interdire à la marine austro-hongroise d'entrer en Méditerranée.

En 1919, il intervient en Libye et en 1920 reçoit aussi 2 canons Vickers Terni de 40 mm. Il est vendu pour démolition en 1927.

## Unités
| Nom        | Chantier                           | Lancement        | Service effectif | Base     | Fin de service          |
| ---------- | ---------------------------------- | ---------------- | ---------------- | -------- | ----------------------- |
| Nino Bixio | Arsenal de Castellammare di Stabia | 30 décembre 1911 | 5 mai 1914       | Brindisi | rayé des listes en 1929 |
| Marsala    | Arsenal de Castellammare di Stabia | 24 mars 1912     | 4 juillet 1914   | Brindisi | rayé des listes en 1927 |